# 데번햄스

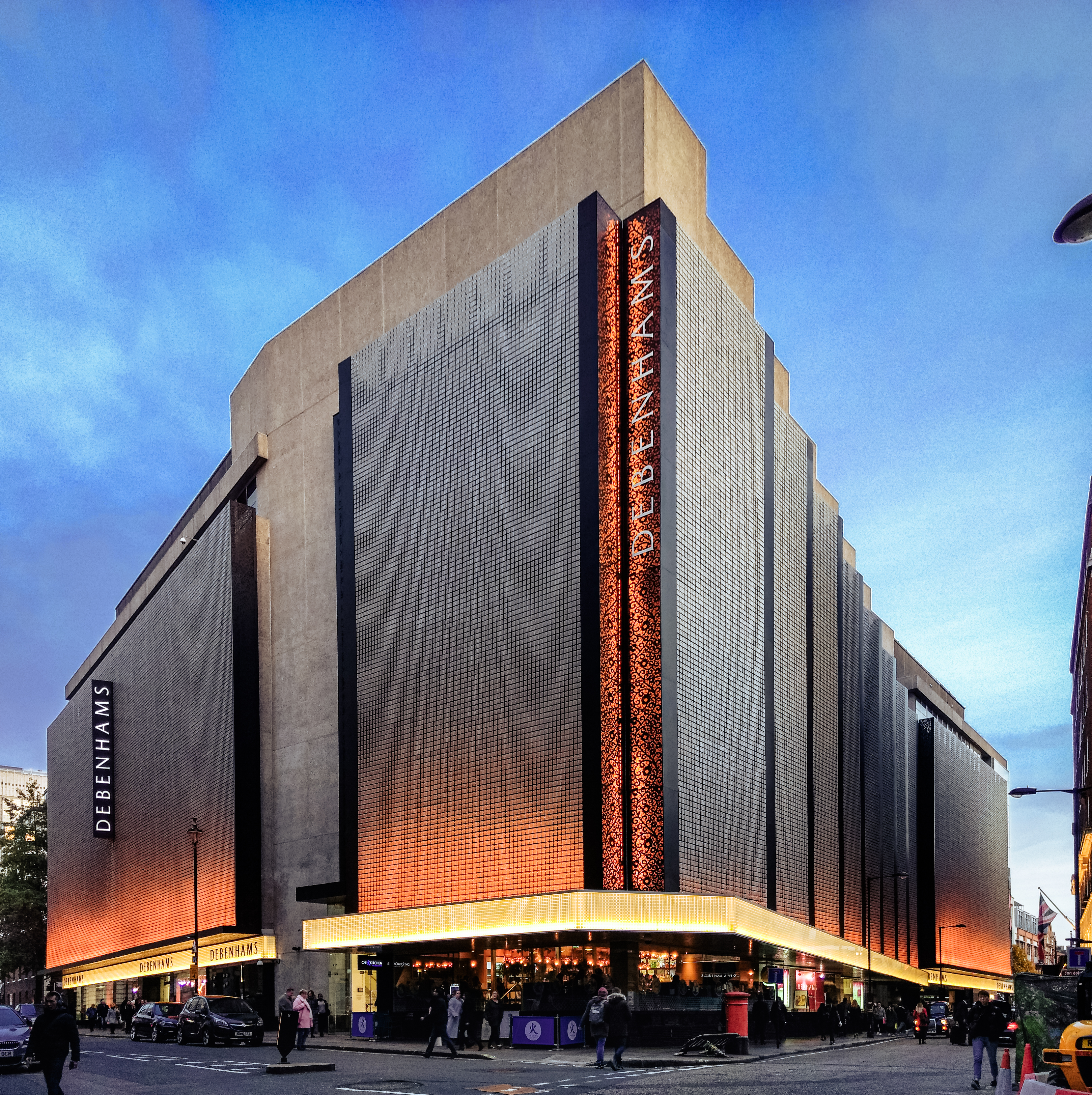

데번햄스(Debenhams)는 영국, 덴마크, 아일랜드공화국에서 운영했던 영국의 백화점 체인이다. 1778년 런던의 단일 스토어로 설립되었다가 앞서 언급한 국가들의 178곳으로 성장하였다.
21세기에 재정적 어려움을 경험하여 2019년 4월과 2020년 4월에 2차례 관리를 받았다. 데번햄스는 청산을 발표했다.
데번햄스 브랜드와 웹사이트는 온라인 리테일러 부후에 2021년 1월 55,000,000유로에 인수되었다. 그러나 부후는 어떠한 스토어도 보유하지 않았다. 2021년 4월 12일 부후는 Debenhams.com을 다시 시작했으나 영국의 코로나19 범유행의 여파로 다시 문을 닫았다. 243년의 사업 이후 나머지 데번햄스 백화점들은 2021년 5월 중으로 폐쇄되었다.